# وايت ليك (ويسكونسن)
وايت ليك (بالإنجليزية: White Lake, Wisconsin)‏ هي قرية تقع في الولايات المتحدة في مقاطعة لانغلاد. يقدر عدد سكانها بـ 363 نسمة ومساحتها 6.40 كم2 وترتفع عن سطح البحر 391.9728 متر.

## التركيبة السكانية
قام مكتب تعداد الولايات المتحدة بتحديد بيانات التركيبة السكانية لوايت ليك في تعداد الولايات المتحدة. في ما يلي، التركيبة السكانية حسب تعدادي 2000 و2010.

### تعداد عام 2000
بلغ عدد سكان وايت ليك 329 نسمة بحسب تعداد عام 2000، وبلغ عدد الأسر 136 أسرة وعدد العائلات 96 عائلة مقيمة في القرية. في حين سجلت الكثافة السكانية 149.2 نسمة لكل ميل مربع (57.6/كم2). وبلغ عدد الوحدات السكنية 184 وحدة بمتوسط كثافة قدره 83.5 نسمة لكل ميل مربع (32.2/كم2).
وتوزع التركيب العرقي للقرية بنسبة 96.66% من البيض و 0.30% من الأمريكيين ذوي الأصول الآسيوية و 1.22% من عرقين مختلطين أو أكثر.
بلغ عدد الأسر 136 أسرة كانت نسبة 34.6% منها لديها أطفال تحت سن الثامنة عشر تعيش معهم، وبلغت نسبة الأزواج القاطنين مع بعضهم البعض 53.7% من أصل المجموع الكلي للأسر، ونسبة 13.2% من الأسر كان لديها معيلات من الإناث دون وجود شريك، وكانت نسبة 29.4% من غير العائلات. تألفت نسبة 25.0% من أصل جميع الأسر من أفراد ونسبة 11.0% كانوا يعيش معهم شخص وحيد يبلغ من العمر 65 عاماً فما فوق. وبلغ متوسط حجم الأسرة المعيشية 2.92، أما متوسط حجم العائلات فبلغ 2.42.
بلغ العمر الوسطي للسكان 41 عاماً. وكانت نسبة 27.4% من القاطنين تحت سن الثامنة عشر، وكانت نسبة 4.6% بين الثامنة عشر والأربعة وعشرون عاماً، ونسبة 23.1% كانت واقعةً في الفئة العمرية ما بين الخامسة والعشرون حتى والأربعة وأربعون عاماً، ونسبة 24.3% كانت ما بين الخامسة والأربعون حتى الرابعة والستون، ونسبة 20.7% كانت ضمن فئة الخامسة والستون عاماً فما فوق. يوجد لكل 100 أنثى 100.6 ذكر، ويوجد لكل 100 أنثى في الثامنة عشر من عمرها فما فوق 92.7 ذكر.
بلغ متوسط دخل الأسرة في القرية 29,722 دولار، أما متوسط دخل العائلة فبلغ 32,500 دولار. وكان متوسط دخل الذكور 26,964 دولار مقابل 24,688 دولار للإناث. وسجل دخل الفرد الخاص بالقرية 16,768 دولار. وكانت نسبة 8.8% من العائلات ونسبة 13.4% من السكان تحت خط الفقر، وكان من هؤلاء نسبة 29.4% تحت سن الثامنة عشر ونسبة 3.6% في الخامسة والستين من العمر وما فوق.

### تعداد عام 2010
بلغ عدد سكان وايت ليك 363 نسمة بحسب تعداد عام 2010، وبلغ عدد الأسر 156 أسرة وعدد العائلات 100 عائلة مقيمة في القرية. في حين سجلت الكثافة السكانية 166.5 نسمة لكل ميل مربع (64.3/كم2). وبلغ عدد الوحدات السكنية 212 وحدة بمتوسط كثافة قدره 97.2 لكل ميل مربع (37.5/كم2).
وتوزع التركيب العرقي للقرية بنسبة 96.4% من البيض و 0.3% من الأمريكيين ذوي الأصول الآسيوية و 3.3% من عرقين مختلطين أو أكثر.
بلغ عدد الأسر 156 أسرة كانت نسبة 28.8% منها لديها أطفال تحت سن الثامنة عشر تعيش معهم، وبلغت نسبة الأزواج القاطنين مع بعضهم البعض 40.4% من أصل المجموع الكلي للأسر، ونسبة 16.7% من الأسر كان لديها معيلات من الإناث دون وجود شريك، بينما كانت نسبة 7.1% من الأسر لديها معيلون من الذكور دون وجود شريكة وكانت نسبة 35.9% من غير العائلات. وبلغ متوسط حجم الأسرة المعيشية 2.87، أما متوسط حجم العائلات فبلغ 2.33.
بلغ العمر الوسطي للسكان 44.8 عاماً. وكانت نسبة 24.8% من القاطنين تحت سن الثامنة عشر، وكانت نسبة 7.8% بين الثامنة عشر والأربعة وعشرون عاماً، ونسبة 17.9% كانت واقعةً في الفئة العمرية ما بين الخامسة والعشرون حتى والأربعة وأربعون عاماً، ونسبة 26.9% كانت ما بين الخامسة والأربعون حتى الرابعة والستون، ونسبة 22.6% كانت ضمن فئة الخامسة والستون عاماً فما فوق. وتوزع التركيب الجنسي للسكان بنسبة 47.4% ذكور و52.6% إناث.